# 前222年
| 千纪： | 前1千纪 |
| 世纪： | 前4世纪 \| 前3世纪 \| 前2世纪                                                                                         |
| 年代： | 前250年代 \| 前240年代 \| 前230年代 \| 前220年代 \| 前210年代 \| 前200年代 \| 前190年代                               |
| 年份： | 前227年 \| 前226年 \| 前225年 \| 前224年 \| 前223年 \| 前222年 \| 前221年 \| 前220年 \| 前219年 \| 前218年 \| 前217年 |
| 纪年： | 秦王政二十五年；齐王建四十三年；代王嘉六年；燕王喜三十三年；衛君角二十年                                              |

## 大事记
- 希腊：塞拉西亚战役，马其顿和亚该亚同盟联军打败斯巴达。
- 中國：
  - 秦滅燕之戰，秦將王賁率軍殲了逃到遼東的燕軍，俘虜燕王喜，燕國滅亡。
  - 秦滅燕國不久，又攻代國殘餘勢力，俘代王嘉，建立代郡（今河北蔚縣西南）和遼東郡（今遼寧省遼陽市老城區）。
  - 秦滅越國[1]。
  - 秦始皇開始修築以咸陽為中心的馳道。
  - 秦征服閩越，設閩中郡，廢闽越王無諸為君長。
  - 秦將領任囂首次領兵攻打嶺南，但失利。